# Hyllus alboplagiatus
Hyllus alboplagiatus là một loài nhện trong họ Salticidae.
Loài này thuộc chi Hyllus. Hyllus alboplagiatus được Tord Tamerlan Teodor Thorell miêu tả năm 1899.